# علي حاتمي
علي حاتمي (بالفارسية: علی حاتمی) (و. 1944 – 1996 م) هو مخرج أفلام، ووالد الممثلة ليلى حاتمي كاتب سيناريو إيراني، ولد في طهران، توفي فيها عن عمر يناهز 52 عاماً، بسبب سرطان.

## وصلات خارجية
- علي حاتمي على موقع IMDb (الإنجليزية)
- علي حاتمي على موقع ألو سيني (الفرنسية)
- علي حاتمي على موقع تيرنر كلاسيك موفيز (الإنجليزية)
- علي حاتمي على موقع أول موفي (الإنجليزية)
- علي حاتمي على موقع قاعدة بيانات الفيلم (الإنجليزية)
- علي حاتمي على موقع كينوبويسك (الروسية)